# 21 жовтня
21 жовтня — 294-й день року (295-й у високосні роки) за григоріанським календарем. До кінця року залишається 71 день.

## Свята і пам'ятні дні

### Міжнародні
- Всесвітній день йододефіциту.

### Національні
- Єгипет: День військово-морського флоту.
- Гондурас: День збройних сил.
- Китай,  Тайвань: День китайців за кордоном.
- Велика Британія: День яблука (з 1990). День пам'яті Трафальгарської битви.
- Індія: День пам'яті полеглих поліцейських.
- Сомалі,  Судан: День революції.

### Релігійні
Православ'я:
- Святих Іларіона Великого і перенесення мощей святителя Іларіона, єпископа Меглинського.
- Преподобного Іларіона, схимника Києво-Печерського, в Дальніх печерах.
- Святителя Іларіона, митрополита Київського[2].
- Мучеників Дасія, Гаїя і Зотика.

## Іменини
✙ Православні: Іларіон.
✝  Католицькі:

## Події
- 1056 — диякон Григорій вивів першу літеру. В історію рукопис увійшов під назвою «Остромирове Євангеліє». Це найдавніша зі збережених до нашого часу східнослов'янських рукописних книг. Її 294 аркуша прикрашені прекрасними заставками, трьома великими мініатюрами.
- 1520 — Фернан Магеллан відкрив і пройшов протоку між Атлантичним і Тихим океанами, названу згодом його іменем.
- 1596 — укладена Берестейська унія, відповідно до якої єпископи православної церкви на територіях Речі Посполитої визнали над собою владу Папи Римського.
- 1665 — українські козаки на чолі з гетьманом І. Брюховецьким підписали Московські статті, за якими визначалися взаємини козаків з Московським царством.
- 1805 — Трафальгарський бій, у якому британський флот під командуванням адмірала Нельсона розгромив франко-іспанський флот.
- 1879 — американський винахідник Томас Едісон випробував свою першу лампу розжарювання з вугільною ниткою.
- 1897 — у Миколаєві почав працювати Чорноморський суднобудівний завод.
- 1921 — Василь (Липківський) висвячений на митрополита УАПЦ.

- 1933 — Микола Лемик за наказом ОУН виконав атентат у радянському консульстві у Львові на знак протесту проти Голодомору — вбив начальника канцелярії консульства, чекіста О. Майлова.
- 1940 — почався переїзд урядових установ Литовської РСР з Каунаса до нової столиці — Вільнюса.
- 1944 — у «Бермудському трикутнику» загадково зник екіпаж кубинського судна «Рубікон».
- 1950 — набрали чинності Женевські конвенції про захист жертв війни.
- 1966 — у Вельсі відбулась Аберфанська катастрофа — трагічний зсув вугільного терикону на прилегле село.
- 1991 — здійснений перший у світі політ над Еверестом на повітряній кулі.
- 1993 — на Всеукраїнському Православному Соборі Володимир Романюк обраний Патріархом Київським і всієї Руси-України.
- 1995 — Помісний Собор Української Православної Церкви Київського патріархату обрав патріархом Київським і всієї Руси-України митрополита Київського Філарета (Денисенка).

## Народились
Дивись також Категорія:Народились 21 жовтня
- 1581 — Доменікіно, італійський художник епохи бароко, представник болонської школи, наставник П'єтро Теста, Пуссена і Лоррена, попередник класицизму.
- 1672 — Пилип Орлик, гетьман України у вигнанні в 1710—1742 роках
- 1755 — Катрмер де Квінсі, французький археолог і теоретик архітектури, масон, покровитель мистецтва.
- 1772 — Семюел Тейлор Колрідж, англійський поет-реформатор, філософ, літературний критик, один із фундаторів літературного напрямку — романтизму.
- 1790 — Альфонс де Ламартін, французький письменник і політичний діяч, представник французького романтизму.
- 1832 — Густав Лангеншейдт, німецький видавець. У 1856 році заснував фірму, яка донині випускає словники, посібники для навчання мов.
- 1833 — Альфред Нобель, шведський хімік, винахідник динаміту, засновник Нобелівських премій.
- 1852 — Хосе Торібіо Медіна, чилійський учений, книгознавець, бібліограф. Зібрав бібліотеку рідкісних книг в 40 тисяч томів, які подарував Національній бібліотеці Чилі.
- 1854 — Альфонс Алле, французький журналіст, ексцентричний письменник і чорний гуморист, відомий своїми каламбурами і олори́мами, предтеча концептуалізму й мінімалізму в літературі, живописі й навіть у музиці.
- 1893 — Шиловська Олена Сергіївна, третя дружина письменника Михайла Булгакова.
- 1894 — Едогава Рампо — японський письменник.
- 1908 — Хорхе Отейса, іспанський скульптор.
- 1912 — Георг Шолті, британський диригент, угорського походження, лауреат 32 нагород «Греммі».
- 1917 — Діззі Гіллеспі, знаменитий американський джазовий трубач.
- 1923 — Валеріан Боровчик, французький кінорежисер («Еммануель-5», «Звір», «Мистецтво кохання»).
- 1925 — Боровиченко Марія Сергіївна — учасниця Другої світової війни
- 1938 — Вірко Балей, українсько-американський композитор, диригент, музичний діяч.
- 1945 — Микита Михалков, актор і кінорежисер.
- 1949 — Беньямін Нетаньягу, ізраїльський політик і державний діяч, чинний прем'єр-міністр Ізраїлю.
- 1967 — Дмитро Гордон, радянський та український журналіст, інтерв'юер, телеведучий, блогер, політик.
- 1967 — Руслан Половинко, офіцер ВПС Азербайджану українського походження, Національний герой Азербайджану.
- 1971 — Нік Олівері, екс-басист американського гурту «Queens Of The Stone Age».
- 1975 — Андрій Срюбко, український хокеїст.

## Померли
Дивись також Категорія:Померли 21 жовтня
- 1765 — Джованні Паоло Паніні, італійський художник і архітектор.
- 1805 — Гораціо Нельсон, видатний британський флотоводець, віце-адмірал, барон.
- 1881 — Йоганн-Каспар Блюнчлі, швейцарський юрист, політик.
- 1964 — Григорій Верьовка, український композитор, художній керівник і головний диригент Державного українського народного хору.
- 1969 — Джек Керуак, культовий американський письменник, поет, есеїст.
- 1981 — Мойсей Альтман, єврейський письменник, жертва сталінських репресій.
- 1984 — Франсуа Трюффо, французький кінорежисер («451 по Фаренгейту», «Сусідка», «Наречені носять чорне»), один із засновників «нової хвилі».
- 1990 — Олександр Підсуха, український поет, прозаїк, драматург, перекладач, громадський діяч.
- 2003 — Елліотт Сміт, відомий американський музикант, автор-виконавець.